# Juan Esteban de la Fuente
Juan Esteban De la Fuente (Mar del Plata, 17 de noviembre de 2000) es un baloncestista argentino nacionalizado suizo que se desempeña como alero en Quilmes de La Liga Argentina. Participó en los Juegos Olímpicos de la Juventud 2018, donde obtuvo la medalla de oro en básquetbol 3x3 con el seleccionado argentino. Representa internacionalmente a Suiza desde 2023. 

## Trayectoria
Formado en Once Unidos, se incorporó a Quilmes de Mar del Plata en 2015 como una de las fichas U-19. Considerado uno de los prospectos de mayor proyección del baloncesto profesional argentino, en sus tres primeras temporadas con Quilmes tuvo más presencia en la Liga de Desarrollo que en la Liga Nacional de Básquet. Sin embargo para la temporada 2018-19 se afianzó como uno de los jugadores más desequilibrantes del plantel marplatense, aunque ello no fue suficiente para evitar el descenso de su equipo.
Tras una temporada jugando en La Liga Argentina, y ante el fracaso de Quilmes de recuperar su lugar entre los clubes más importantes del básquet argentino, en agosto de 2020 fue transferido a Olímpico.
En junio de 2022 fichó con el Union Neuchâtel Basket de la Liga Nacional de Baloncesto de Suiza. En su primera temporada promedió 13,6 puntos, 4,1 rebotes y 2 asistencias por partido, por lo que fue reconocido como el mejor jugador Sub-23 de la liga.
De la Fuente regresó a Quilmes para disputar La Liga Argentina en octubre de 2024.
En mayo de 2025 se unió al Caribbean Storm Coffee de la Liga Profesional de Baloncesto de Colombia.

### Clubes
| Club                   | País      | Año             |
| ---------------------- | --------- | --------------- |
| Quilmes                | Argentina | 2015 - 2020     |
| Olímpico               | Argentina | 2020 - 2022     |
| Union Neuchâtel        | Suiza     | 2022 - 2024     |
| Quilmes                | Argentina | 2024 - 2025     |
| Caribbean Storm Coffee | Colombia  | 2025            |
| Quilmes                | Argentina | 2025 - Presente |

## Selección nacional

### Argentina
De la Fuente fue miembro de los seleccionados juveniles de baloncesto de Argentina, disputando, entre otros torneos, el Campeonato Mundial de Baloncesto Sub-17 de 2016 y el Campeonato Mundial de Baloncesto Sub-19 de 2019.
Asimismo se destacó como jugador de baloncesto 3x3, actuando en representación de su país en los torneos de la especialidad en los Juegos ODESUR y Juegos Olímpicos de la Juventud en 2018, y en el Campeonato Mundial de Baloncesto 3x3 Sub-23 y los Juegos Mundiales de Playa en 2019. 

### Suiza
Debutó con la selección de baloncesto de Suiza el 22 de julio de 2023, en un partido en que su equipo enfrentó a Dinamarca por la clasificación al Eurobasket 2025.

## Vida privada
Es hijo del exjugador de baloncesto Esteban De la Fuente.